# Dannstadt

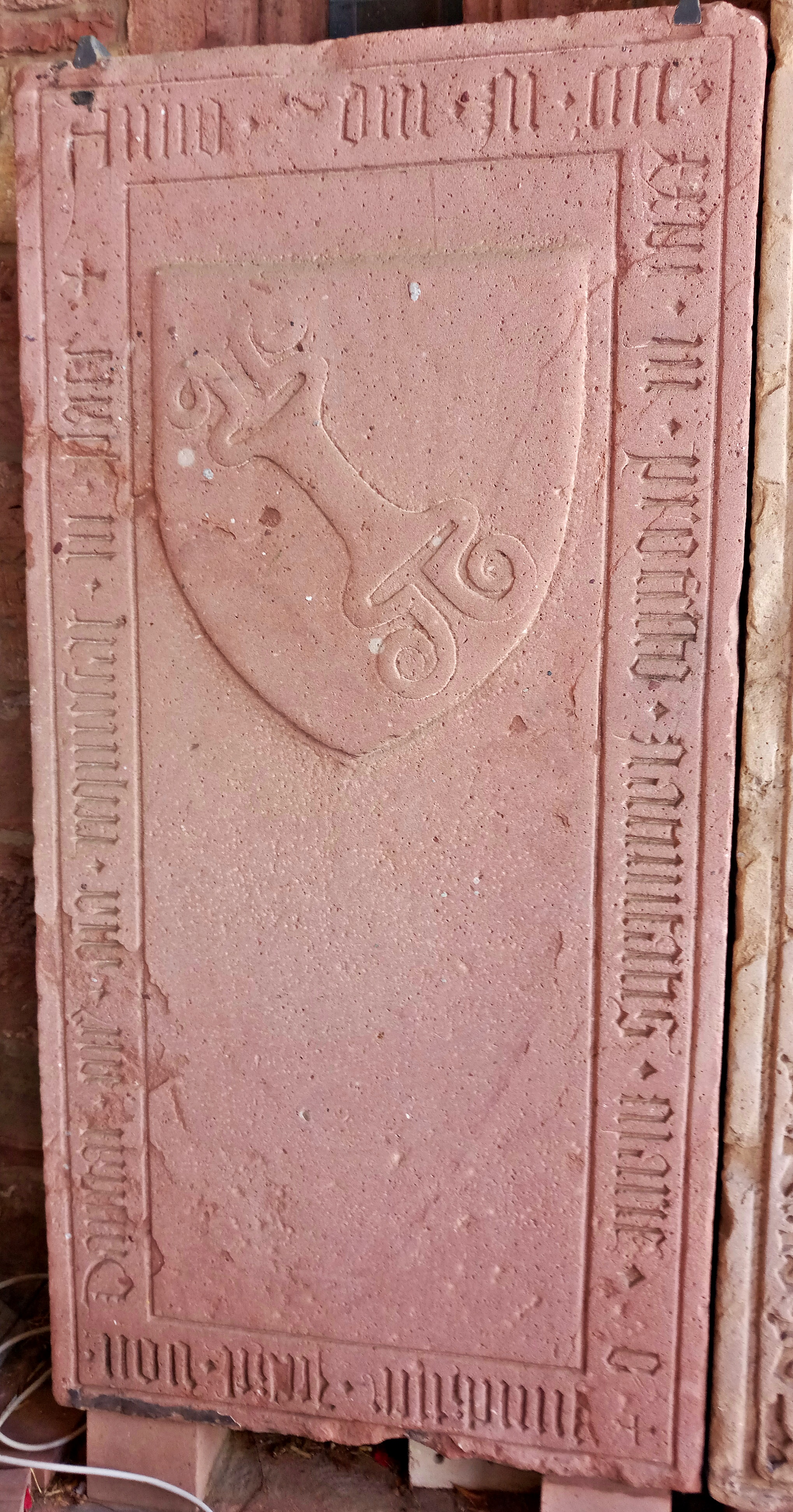
Grabplatte Jeckel von Dannstadt († 1427) kurpfälzischer Landschreiber und Schultheiß in Neustadt

Dannstadt ist einer von zwei Ortsteilen der Ortsgemeinde Dannstadt-Schauernheim im Rhein-Pfalz-Kreis in Rheinland-Pfalz. Bis 1969 war er eine selbständige Gemeinde.

## Lage
Dannstadt liegt in der Oberrheinischen Tiefebene im südöstlichen Teil der Ortsgemeinde. Von dem Nachbarortsteil Schauernheim ist der Ort durch die etwa entlang der alten Gemarkungsgrenze verlaufende Autobahn A65 getrennt und nur über eine einzige Straßenbrücke verbunden, so dass im Bewusstsein der Bevölkerung noch immer ein Zugehörigkeitsgefühl zu einem der früher selbständigen Ortsteile lebendig ist. Der Siedlungskern Dannstadts liegt ganz im nordöstlichen Winkel der ehemaligen Gemarkung, direkt an den Grenzen zu Mutterstadt im Osten, Assenheim im Nordwesten und Schauernheim im Norden/Nordosten. Die vor allem für Gemüsebau genutzte landwirtschaftliche Fläche erstreckt sich dagegen vor allem in Richtung Süden und Südwesten in Richtung der Nachbarorte Schifferstadt und Böhl-Iggelheim.

## Geschichte

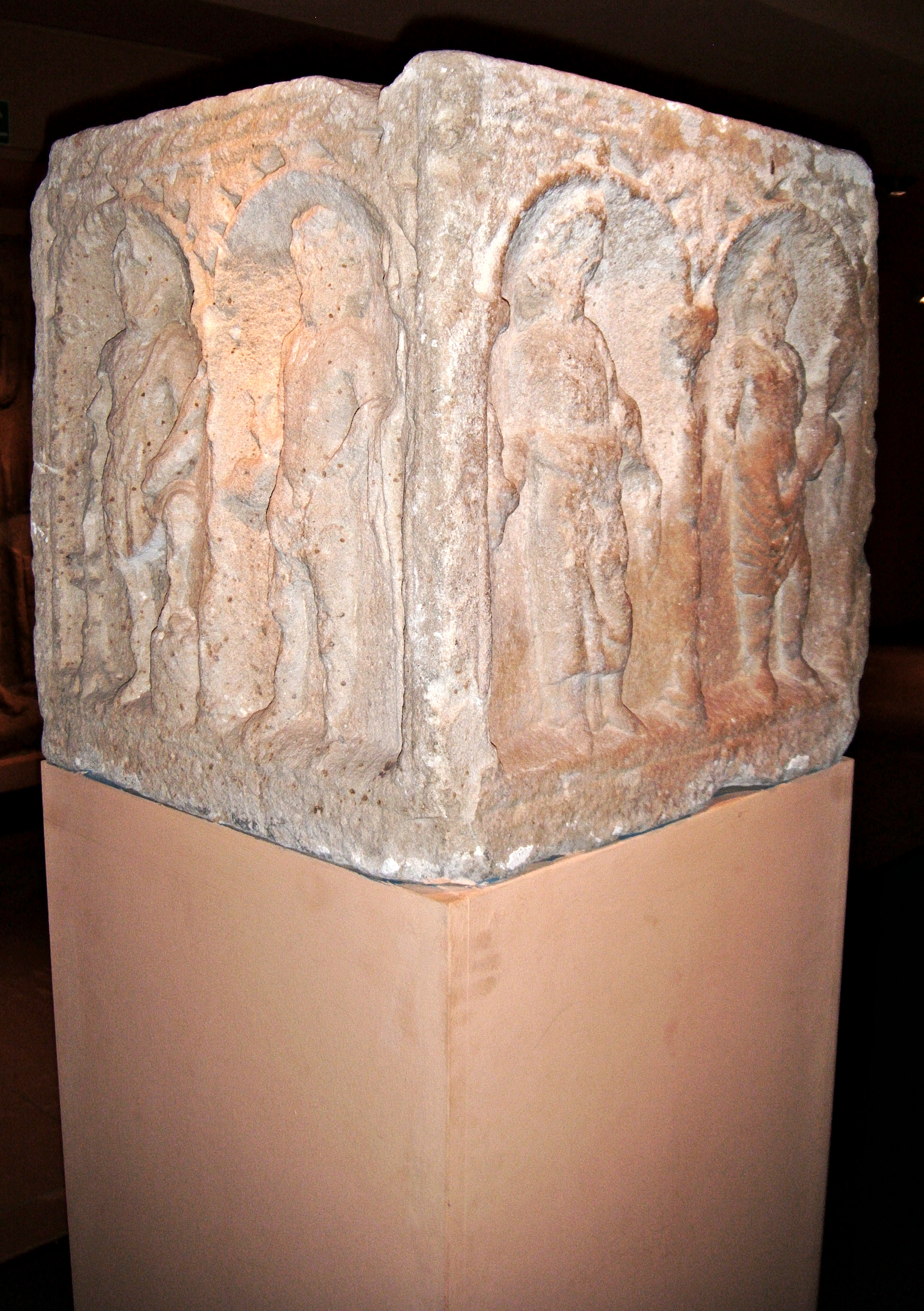
Römischer Achtgötterstein von Dannstadt, heute Historisches Museum der Pfalz, Speyer

Südlich des Ortes liegt das Naturschutzgebiet „Dannstadter Gräberfeld“, mit zahlreichen keltischen Hügelgräbern überwiegend aus der dritten Stufe der Hallstattperiode und Latènezeit (ca. 850 v. Chr. bis 350 v. Chr.).
An der Kirche von Dannstadt fand sich 1825 ein eingemauerter großer römischer Achtgötterstein aus der Zeit um 250 n. Chr., der vom Sockel einer Jupitergigantensäule stammt. Er wurde später in das Historische Museum der Pfalz in Speyer verbracht und wird dort in der römischen Sammlung ausgestellt. Sein originaler Fundort ist unklar, er stammt jedoch sicher aus unmittelbarer Nähe und dürfte auf eine römische Besiedlung der Gemarkung hindeuten.
Vermutlich im 7. Jahrhundert von fränkischen Siedlern gegründet, wird der Ort erstmals in einer Urkunde des Klosters Weißenburg, die spätestens dem Jahr 767 zuzuordnen ist, als „Dendestat“, im Juni 769 dann im Lorscher Codex als „Dantistat“ erwähnt.
Als Teil des fränkischen Stammesherzogtums und später des deutschen Königslandes blieb Dannstadt reichsunmittelbar in der Landvogtei Speyer, bis diese 1331 durch Kaiser Ludwig den Bayern an die Pfalzgrafen Rudolf II. und Ruprecht I. verpfändet wurde und in kurpfälzischen Besitz wechselte.
Es gab in Dannstadt eine niederadelige Familie, deren Mitglieder sich nach dem Ort benannten. Bekanntester Vertreter ist Jeckel von Dannstadt († 1427), kurpfälzischer Landschreiber und Schultheiß in Neustadt an der Weinstraße. Seine wappengeschmückte Grabplatte steht heute im Paradies der dortigen Stiftskirche, in der er auch bestattet wurde.
Erste Angaben zur Bevölkerungszahl von Dannstadt gibt es aus der zweiten Hälfte des 16. Jahrhunderts. Von da bis zum Beginn des 18. Jahrhunderts blieb die Zahl bei höchstens 200 bis 250 Einwohnern konstant. Während des 18. Jahrhunderts stieg sie durch Wiederbesiedlung nach dem Pfälzischen Erbfolgekrieg und Bevölkerungszuwachs auf einen Stand von 550 im Jahr 1790 an.
Während der sogenannten Franzosenzeit war Dannstadt Teil Frankreichs, zunächst der Republik, dann des französischen Kaiserreichs (faktisch seit 1793, rechtlich seit 1797) und gehörte zum Département du Mont-Tonnerre, Kanton Mutterstadt. Zu dieser Zeit bildete es eine eigene Mairie, 1815 hatte es 700 Einwohner. 1816 wechselte der Ort in das Königreich Bayern. Von 1818 bis 1862 gehörte er dem Landkommissariat Speyer, später dem Bezirksamt Speyer an. Die Zuwanderung infolge Aufhebung der feudalen Bindungen im Jahr 1797 hatte bis 1840 eine Verdoppelung auf etwa 1000 Einwohner bewirkt. Bis 1880 stieg die Zahl nur noch mäßig auf etwa 1200 an; die Ortsgrenzen wurden in dieser Zeit nicht ausgeweitet.
Ab 1886 wurde Dannstadt Bestandteil des neu geschaffenen Bezirksamtes Ludwigshafen. 1928 hatte der Ort 1691 Einwohner, die in 317 Wohngebäuden lebten. Sowohl die Katholiken als auch die Protestanten besaßen seinerzeit eine eigene Pfarrei vor Ort. Aus dem Bezirksamt wurde 1939 der Landkreis Ludwigshafen am Rhein.  Dieser blieb bayerisch bis zur Gründung von Rheinland-Pfalz im Jahr 1946.
Auch durch den Bau der Bahnstrecke Ludwigshafen–Meckenheim bedingt, breitete der Ort sich in nördlicher Richtung aus und zählte 1940 etwa 2000 Menschen. Nach dem Zweiten Weltkrieg wurden im Norden und Westen großflächige Neubaugebiete angelegt, die Bevölkerungszahl stieg auf 2600 Einwohner im Jahr 1960. Im Zuge der ersten rheinland-pfälzischen Verwaltungsreform wurde Dannstadt am 7. Juni 1969 mit der Nachbargemeinde Schauernheim zur neuen Ortsgemeinde Dannstadt-Schauernheim zusammengelegt.

## Wappen
| Wappen von Dannstadt | Blasonierung: „Von Schwarz und Gold gespalten, rechts der heilige Martin in goldener Albe und goldenem Messgewand, mit goldener Mitra, in der Rechten einen goldenen Krummstab, in der Linken ein rotes Buch, links auf grünem Grund eine grüne Linde, beseitet von zwei roten Rosenblüten mit goldenem Butzen.“ |
| Wappen von Dannstadt | |

## Kultur
Vor Ort existieren insgesamt 24 Objekte, die unter Denkmalschutz stehen. Seit 1988 findet vor Ort der Mundartwettbewerb Dannstadter Höhe statt. Im Südosten der Gemarkung befindet sich mit dem Gräberfeld bei Dannstadt ein Naturschutzgebiet.

## Infrastruktur

Bahnhof Dannstadt 1905

### Verkehr
Ab 1890 war Dannstadt Endpunkt einer in Ludwigshafen beginnenden Schmalspurbahn. 1911 wurde diese bis nach Meckenheim verlängert. Ab 1933 führte die Strecke in östlicher Richtung nur noch bis nach Mundenheim. 1955 folgte ihre Stilllegung. Der Ort ist über die Buslinie 571 des Verkehrsverbundes Rhein-Neckar, die ihn mit Ludwigshafen am Rhein und mit Haßloch verbindet, an den Nahverkehr angeschlossen. Im Südosten der Gemarkung verläuft in Nord-Süd-Richtung die Bundesautobahn 61.

### Öffentliche Einrichtungen
Dannstadt ist Standort einer Grundschule. Im Südosten der Gemarkung befindet sich das Segelfluggelände Ludwigshafen-Dannstadt. Im Südwesten der Gemarkung an der Grenze zur Ortsgemeinde Böhl-Iggelheim befinden sich Windkraftanlagen, die 2010 in Betrieb genommen wurden.

## Persönlichkeiten

### Söhne und Töchter des Ortes
- Wilhelm Ohler (1870–1948), Reichstagsabgeordneter (DNVP)

### Personen, die vor Ort gewirkt haben
- Fritz Herrfurth (1899–1944),  Maler, Bildhauer und Architekt, schuf 1929 das Kriegerdenkmal am Alten Friedhof
- Günther Zeuner (1923–2011), Maler und Bildhauer, schuf die Einsegnungshalle am Neuen Friedhof und den Michaelsbrunnen
- Wolfgang Ohler (* 1943), Richter und Autor, gewann 1996 den Dannstadter Mundartwettbewerb
- Martin Eckrich (* 1963), Maler und Künstler, hatte 1998 die Ausstellung Die Erlösung im örtlichen Giebelraum
- Hanna-Elisabeth Müller (* 1985), Opern-, Konzert- und Liedsängerin, sang in ihrer Jugend im örtlichen Kinder- und Jugendchor Juventus vocalis